# Соколов, Андрей Илларионович
Андрей Илларионович Соколов (1910—1976) — советский руководитель учёных в области ракетных войск стратегического назначения, генерал-лейтенант, доктор технических наук, лауреат Ленинской премии и Государственной премии СССР.

## Биография

Могила Соколова на Введенском кладбище Москвы.

Андрей Илларионович Соколов родился 30 октября 1910 года в Златоусте. После окончания школы фабрично-заводского ученичества работал слесарем, инструктором производственного обучения на заводе, заведующим учебными мастерскими школы фабрично-заводского ученичества. 
В 1931 году окончил электромеханический техникум.
В 1932 году призван на службу в Рабоче-Крестьянскую Красную Армию. В 1934 году окончил курсы одногодичников при Военной артиллерийской академии имени Ф. Э. Дзержинского. В 1935 году демобилизован и направлен на работу сначала инспектором группы технического образования Московского научно-методического кабинета Народного комиссариата тяжёлого машиностроения СССР, а затем директора Московского института технической учёбы рабочих того же Наркомата. В 1939 году заочно окончил Московский электромеханический институт железнодорожного транспорта.
К началу Великой Отечественной войны работал в отделе школ ЦК ВКП(б), с сентября того же года был заместителем заведующего отделом Управления кадров ЦК. 
В 1942 году отзывается в распоряжение Государственного Комитета Обороны СССР и направляется в Челябинскую область в качестве уполномоченного по производству пусковых установок и снарядов для реактивных артиллерийских систем «БМ-8» и «БМ-13». 
В 1943 году вернулся в Москву и занял должность заместителя начальника одного из Управлений гвардейских миномётных частей (ГМЧ) Красной Армии, а в марте 1945 года возглавил Управление вооружения ГМЧ Главного артиллерийского управления Красной Армии.
После окончания Великой Отечественной войны участвовал в исследовании германских разработок в области реактивного вооружения. С 1946 года занимал должность начальника 4-го Управления — заместителя начальника Главного артиллерийского управления Советской Армии. Принимал участие в испытаниях первых советских баллистических ракет на полигоне «Капустин Яр». 
С 1953 года служил заместителем Командующего артиллерией по реактивному вооружению. 
В 1955 году окончил Высшие инженерные курсы при Военной артиллерийской академии имени Ф. Э. Дзержинского.
В 1955—1970 годах возглавлял 4-й Центральный научно-исследовательный институт Министерства обороны СССР. Под его руководством Институт стал одним из крупнейших научных структур военного ведомства: были построены новые лабораторные корпуса, экспериментальный завод, вычислительный центр, киностудия документальных фильмов, масса жилых и социальных объектов. Впоследствии из ведомственных микрорайонов вырос город Юбилейный. Институт активно участвовал в создании первого Искусственного спутника земли и обеспечении полётов как последующих искусственных спутников, так и пилотируемых космических аппаратов. Именно Соколов научно обосновал месторасположение для строительства космодрома Байконур. Кроме того, Соколов являлся автором большого количества научных и практических работ в области космонавтики и разработки новых видов ракетного вооружения, защитил докторскую диссертацию, возглавлял Государственные комиссии по испытаниям ракетных комплексов.
В 1970 году в звании генерал-лейтенант вышел в отставку. Скончался 5 февраля 1976 года, похоронен на Введенском кладбище (29 уч.).
Почётный гражданин Юбилейного (посмертно), лауреат Ленинской и Государственной премий. Был награждён двумя орденами Ленина, орденами Красного Знамени, Суворова 2-й степени, Трудового Красного Знамени и Красной Звезды, рядом медалей.

## Память
- В честь Соколова названа улица в микрорайоне Юбилейный города Королёва.
- На здании Гимназии № 5 г. Королёва установлена памятная доска.